# Sophus Danneskiold-Samsøe (1900-1966)
 Der er flere personer med dette navn, se Sophus Danneskiold-Samsøe (1804-1894).
James Christian Carl Sophus Danneskiold-Samsøe (født 19. marts 1900 i København, død 9. april 1966 i Haslev) var hofjægermester, kammerherre og overdirektør for Gisselfeld 1947-1966, halvbror til Christian Danneskiold-Samsøe. Han tiltales som Hans Excellence (H.E.) James Christian Carl Sophus lensgreve Danneskiold-Samsøe.
Sophus Danneskiold-Samsøe var søn af premierløjtnant i Flåden, greve Valdemar Danneskiold-Samsøe (død 1931) og hustru grevinde Margrethe Danneskiold-Samsøe, f. baronesse Iuel-Brockdorff. Han tog realeksamen fra Stenhus Gymnasium 1916, lærte landvæsen i Danmark 1917-1921, rejste til USA 1921, gennemgik to kurser i landbrug på Michigan Agricultural College 1921-1922, købte uopdyrket land i San Fernando Valley i Californien 1929, opdyrkede en citronplantage, drev denne samt fuldblods hesteavl til 1947. Han blev overdirektør for Gisselfeld Kloster dette år og var også formand for bestyrelsen for Den Ostenfeldske Stiftelse, Næstved.
Han blev gift 24. oktober 1931 med Isabel f. Dilworth, f. 18. oktober 1901, datter af fhv. glasfabrikant J.Dale Dilworth og hustru Letitia f. Craven. Parrets søn Valdemar Dale Danneskiold-Samsøe blev i USA og fraskrev sig retten til overdirektørembedet på Gisselfeld.